# Cuphead
Cuphead je nezávislá počítačová střílečka žánru run and gun z roku 2017 od kanadského Studio MDHR. Herní zážitek klade velký důraz na boj s nepřáteli. Hra obsahuje mód pro jednoho hráče a lokální kooperaci. 
Grafika hry je inspirovaná kreslenými seriály z třicátých let. Vizuál i audio byly vytvořeny technikami z této doby: tradiční ručně kreslené animace, akvarelové pozadí a originální jazzové nahrávky.

## Příběh
Děj se odehrává na Inkwell Isles. Jedná se o shluk ostrovů, kde bratři Cuphead a Mugman žijí pod dohledem Elder Kettle. Jednoho dne bratři prohrají své duše v ďáblově kasinu a snaží se svůj osud zvrátit naplněním dohody, kterou s ďáblem uzavřeli. Když sesbírají smlouvy o ztracených duších ostatních ďáblových dlužníku, mohou si své vlastní ponechat. A tak se Cuphead a Mugman vydají na výpravu přes Inkwell Isles, kde sbírají smlouvy porážením nepřátel.

## Seznam nepřátel

### Inkwell Isle I
- The Root Pack
- Goopy Le Grande
- Ribby and Croaks
- Hilda Berg
- Cagney Carnation

### Inkwell Isle II
- Beppi the Clown
- Djimmi the Great
- Baroness von Bon Bon
- Wally Warbles
- Grimm Matchstick

### Inkwell Isle III
- Rumor Honeybottoms
- Captain Brineybeard
- Sally Stageplay
- Werner Werman
- Dr. Kahl’s Robot
- Cala Maria
- Phantom Express

### Inkwell Hell
- A King Dice
- The Devil

## The Delicous Last Course
V roce 2022 bylo vydáno herní rozšíření s názvem The Delicious Last Course. Do hry byla přidána nová hratelná postava Ms. Chalice společně s novým ostrovem, nepřáteli a útoky.

## Cuphead na scénu!
V roce 2022 vyšel na motivy videohry Cuphead komediální animovaný seriál Cuphead na scénu! (The Cuphead Show!). Tato animovaná série byla vytvořena Chadem a Jaredem Moldenhauer pro Netflix. Produkci zajistilo StudioMDHR a King Features Syndicate.
Seriál sleduje dobrodružné příběhy impulzivního Cupheada a jeho opatrného, ale lehce ovlivnitelného bratra Mugmana.